# 風向袋

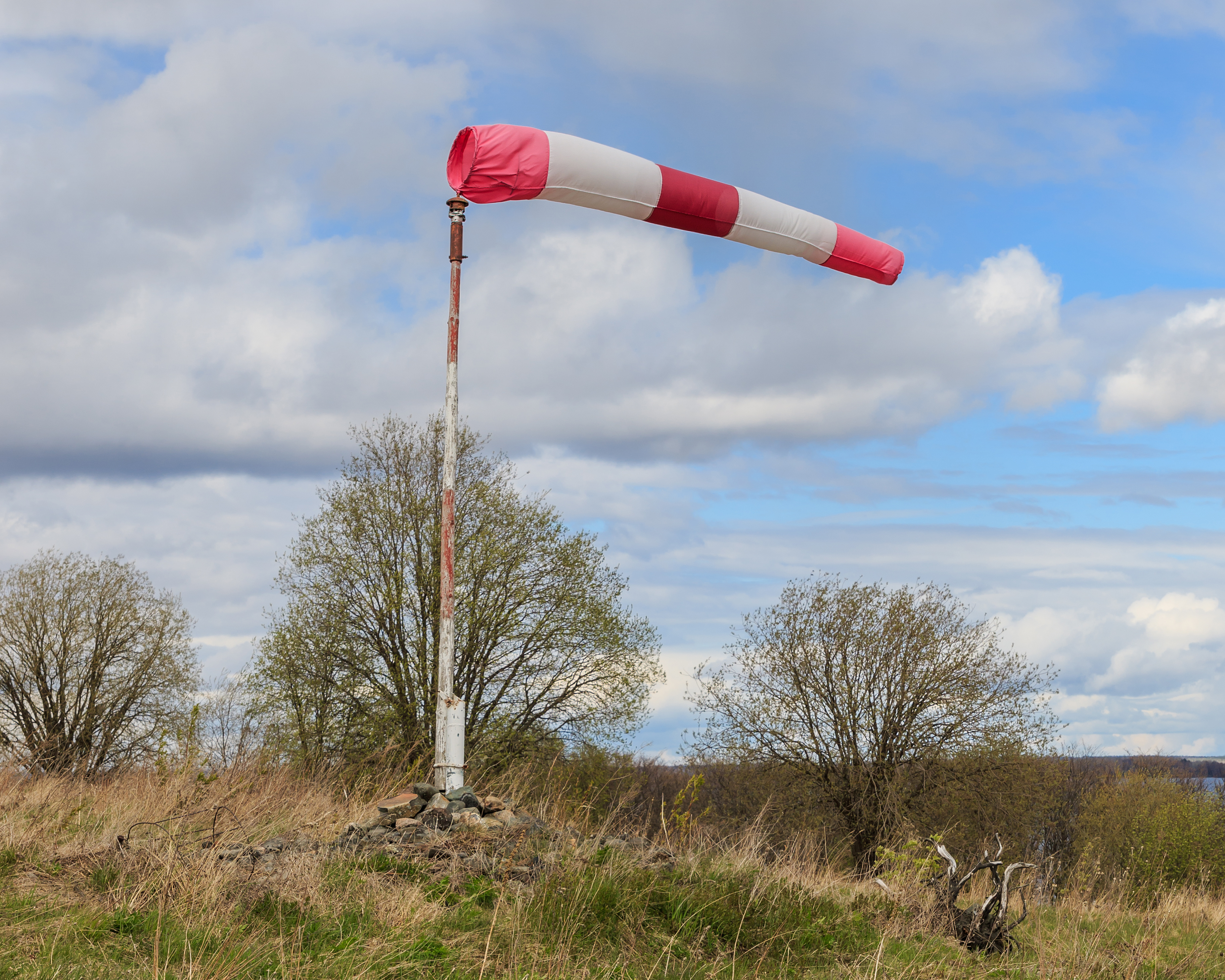
風向袋

風向袋或風錐是一個圓錐形紡織管，旨在表明風向和風速。風向袋通常是用在機場，或有氣體洩漏危險的化工廠。它們有時是坐落在公路兩旁當風的位置。
風向袋所表示的風向是與風向袋成相反的方向（請注意，風向是被指定為傳統的羅盤指向從風起源；所以風向袋指向正北表明南風）。要表示風速則是風向袋與其標桿的角度；在低風速的風向袋與其標桿的角度則較小；在強風的飛行水平（角度較大）。
在美國聯邦航空局標準參照下，15節（每小時17英里）的風力就能將風向袋充分延長。3節（每小時3.5英里）的微風就能吹動風向袋。
在許多機場所用的風向袋都是在夜間發出燈光，無論是在頂端發光，或是有燈安裝在內裏。

## 觀賞風向袋

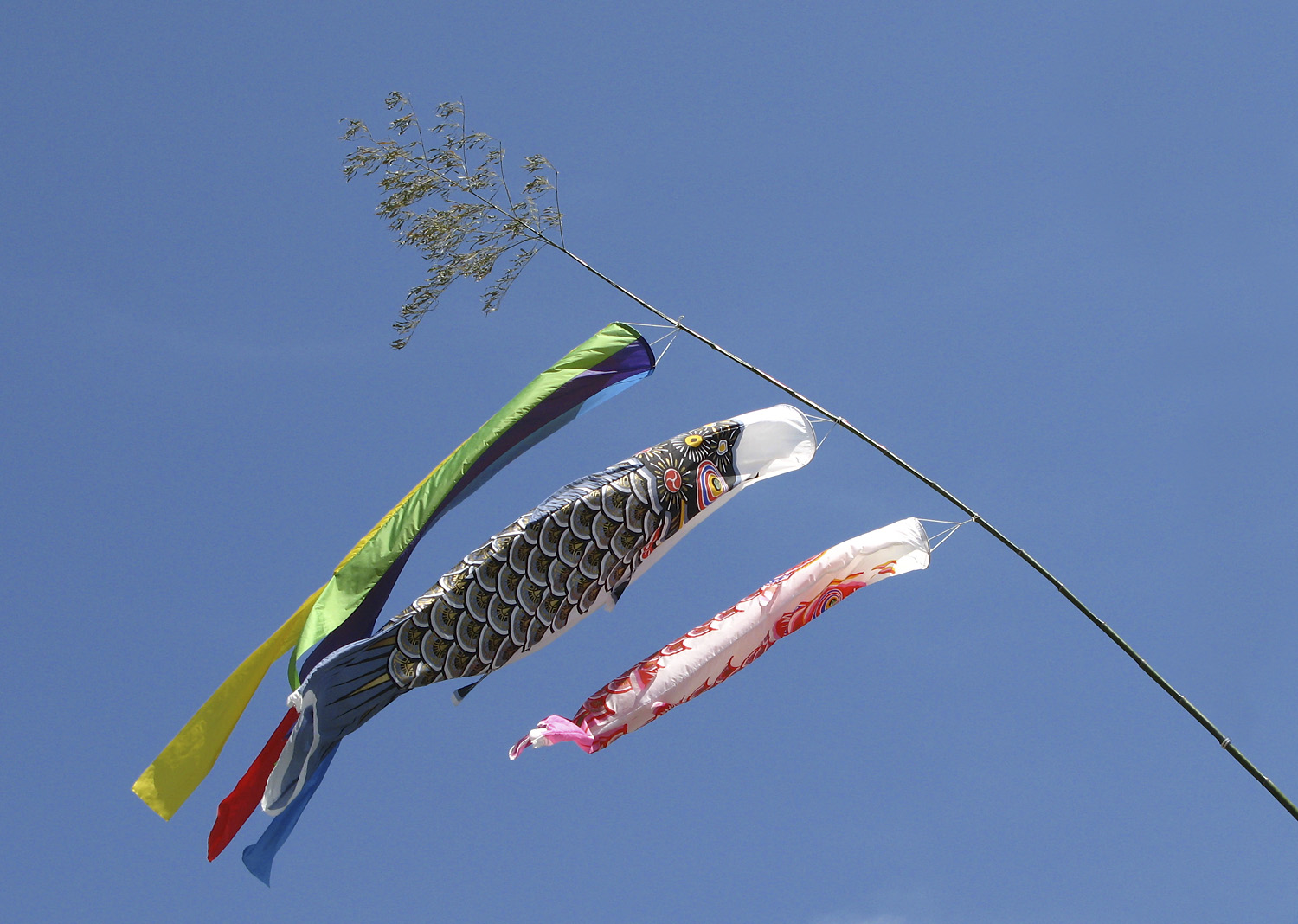
在長崎掛起的鯉魚旗

觀賞風向袋源於中國和日本，在那裡它們被認為是象徵著好運和長壽。在日本的兒童節，他們會掛起日本傳統的風向袋或鯉魚旗。

## 外部連結
- 美國聯邦航空局規範風向袋大會 聯邦航空局諮詢通告150/5345-27D (PDF 447KB)